# 鏈烴
鏈烴，是指其分子中碳原子以開鏈方式連結的烴，包含鏈烷、鏈烯與鏈炔。
- 鏈烷烴，無不飽和碳的鏈烴。
- 鏈烯烴，有碳-碳雙鍵，但無碳-碳叄鍵的鏈烴。
- 鏈炔烴，有碳-碳叄鍵的鏈烴。